# 东澳镇
东澳镇是中华人民共和国海南省万宁市下辖的一个镇。

## 行政区划
东澳镇下辖以下村级行政区划单位：
岛光村、龙保村、新华村、东澳村、分洪村、四维村、新村、集丰村、新群村、蓝田村、明丰村、大造村、裕后村、明灯村、凤岭村、龙山村、乐南村、明星村、镜门村和东澳镇农场。